# Джміль луговий
Джміль луговий (лат. Bombus pratorum) — вид комах ряду перетинчастокрилих.

## Короткий опис імаго
Самки 15-17 мм, робочі 9-14 мм і самці 11-13 мм. Груди в жовтуватих (зрідка червонуватих) волосках, з великою перев'яззю з чорних волосків. Перші три тергіта і передня частина 4-го тергіта черевця в чорних волосках, передня частина 2-го тергіта зазвичай з перев'яззю з жовтих волосків, 5-й (рідше і 4-й) тергіт покритий червоними волосками.

## Поширення
Європа, Кавказ, Закавказзя, Урал, Сибір (на схід до Приленського плато і Прибайкалля), гори Східного Казахстану.